# Seibal

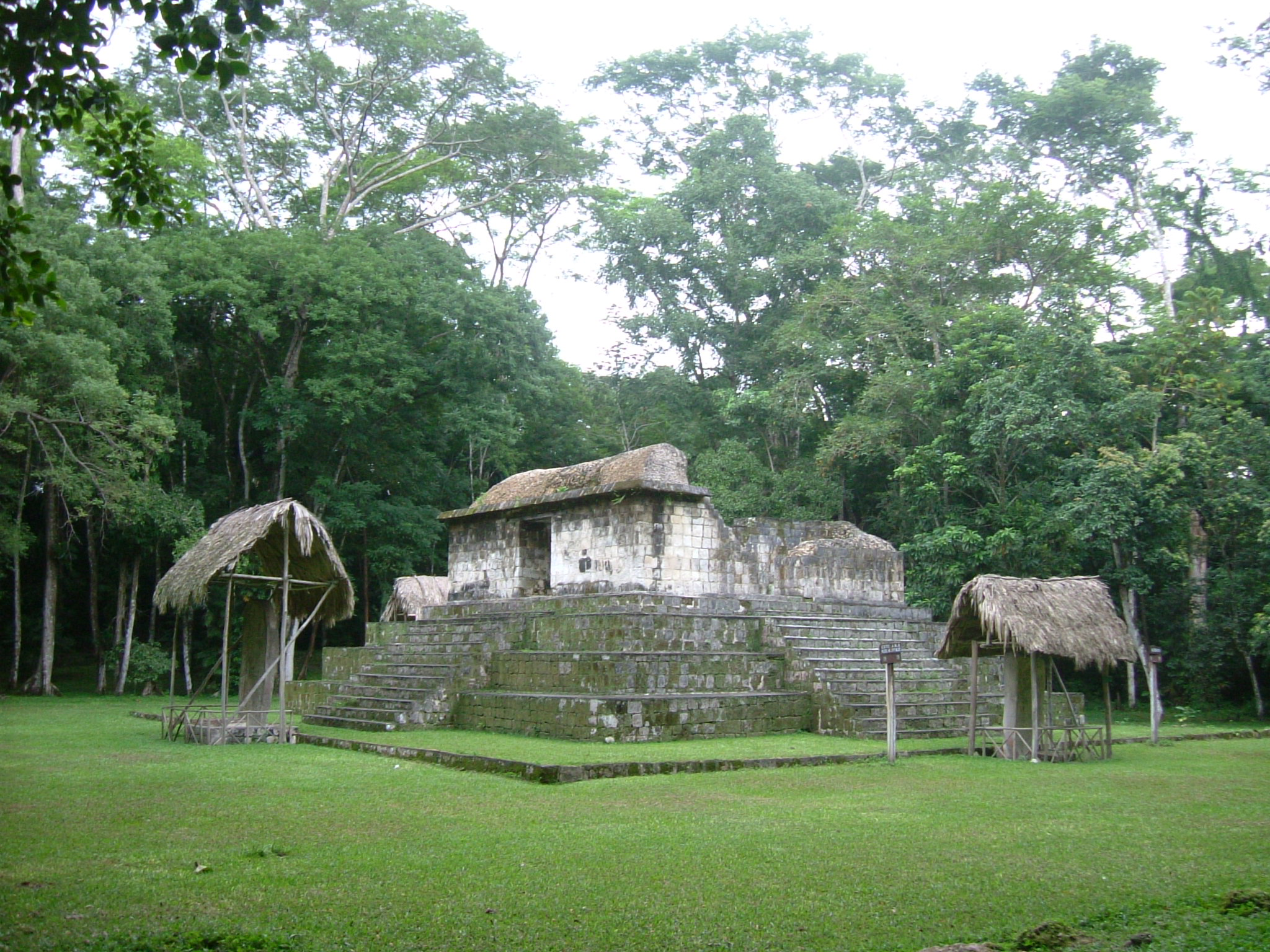
Struttura A-3 a Seibal.

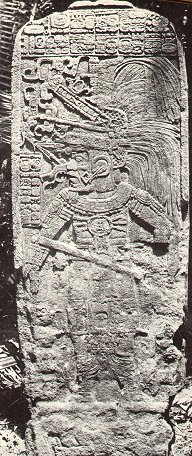
Stela 11 a Seibal, fotografata da Maler.

Seibal (anche detto El Ceibal o Ceibal in spagnolo), è un sito archeologico Maya del periodo classico situato nella regione settentrionale del dipartimento di Petén in Guatemala. Fu la città maggiore della regione del Río de la Pasión.
Il sito venne occupato durante il periodo preclassico, fino al classico terminale, con un periodo di interruzione. Le principali fasi della occupazione risalgono al tardo preclassico, seguito da un declino nel classico iniziale. Seibal ebbe un picco nel periodo immediatamente precedente l'abbandono, dall'830 all'890, con una popolazione intorno a 8–10.000 persone. Le date sulle stele a Seibal sono datate in un periodo generalmente tardo, dopo che la civiltà Maya iniziò a regredire nella regione di Petén. Molti dei monumenti di Seibal mostrano influenze artistiche dagli stili del Messico centrale e della costa del golfo.

## Etimologia
"Seibal" è derivato dalla parola spagnola ceibal, che significa "luogo in cui gli alberi ceiba crescono". El Ceibal era il nome di un campo di taglialegna vicino alle rovine quando vennero scoperte. Il cambio della lettera iniziale ebbe origine con la pubblicazione di un libro di Teoberto Maler nel 1908.

## Luogo
Seibal si trova in cima a dei pendii a circa 100 metri sopra il fiume Pasión, un tributario dell'Usumacinta. A circa 100 km più a valle, il Pasión si congiunge con il Salinas formando l'Usumacinta, che prosegue verso il golfo. Il sito si trova nel dipartimento di Petén nel Guatemala settentrionale, a 16 km di distanza dalla città di Sayaxché. Seibal è a 27 km a est di Dos Pilas e 100 km a sud di Tikal. Il lago Petén Itzá è a 60 km a nord.
Seibal è in mezzo a una foresta tropicale, su una piana di calcare che è collinosa e pianeggiante in diversi punti.

## Popolazione
Si è calcolato che ci sono 436 strutture per chilometro quadrato nel nucleo, e circa 244 per chilometro quadrato in periferia. Al suo picco nel tardo preclassico, la popolazione contava intorno a 1 600 unità nel nucleo del sito, e altri 8 000 abitanti erano sparsi nella zona di periferia, con un totale di circa 10 000 abitanti. Dal tardo al terminale classico la popolazione aumentò dell'85%, forse a causa dell'arrivo di popolazioni da altri siti attorno all'anno 830. In seguito la popolazione totale arrivò a contare solo il 14% del massimo raggiunto nel preclassico, prima dell'abbandono completo del sito.

## Sovrani noti
| Nome (titolo o soprannome)                 | Periodo di governo |
| ------------------------------------------ | ------------------ |
| Yich'aak B'alam ("Artiglio di giaguaro")   | -735–747+          |
| Ajaw B'ot ("Governatore D", Ah-Bolon-Abta) | 771–?              |
| Wat'ul Chatel (Aj B'olon Haab'tal)         | 830–889+           |

## Storia
Il sito era occupato nel preclassico medio; in seguito il declino si ebbe dal tardo preclassico fino all'inizio del classico, con un breve ripopolamento dal tardo al terminale classico prima di essere abbandonato completamente.

### Preclassico
Seibal ebbe il suo massimo numero di abitanti nel periodo Preclassico. In questo periodo vennero creati molti manufatti a forma di croce in stile olmeco, probabilmente realizzati presso il sito di La Venta. Questi oggetti sono datati intorno al 900 a.C.
L'insediamento più antico risale al Preclassico medio, ed è confinato nel Gruppo A. Dopo il 300, nel Tardo Preclassico, l'insediamento si espanse arrivando ad includere il Gruppo D.
Alla fine del Tardo Preclassico (o Protoclassico), la popolazione di Seibal cominciò a diminuire di numero in modo consistente.

### Inizio del Classico
Durante il Classico, il declino nel numero di abitanti continuò fino al Tardo Preclassico, quando il sito venne semi-abbandonato.

### Tardo Classico
Seibal venne ripopolato nel Tardo Classico con una espansione della zona occupata, collegata all'influenza di Tikal. Nei Gruppi A e D vennero costruite nuove abitazioni; il Gruppo D diventò importante come parte di un centro cerimoniale.
Nell'anno 735, Ucha'an K'in B'alam, il signore del regno di Dos Pilas, attaccò Seibal, riuscendo a catturare il Re Yich'aak B'alam. Il Re non venne giustiziato e accettò di diventare un vassallo del regno. Yich'aak B'alam viene mostrato sotto i piedi di Ucha'an K'in B'alam sulla Stela 2 di Aguateca. Yich'aak B'alam continuò a servire Dos Pilas come vassallo del Re K'awiil Chan K'inich, che partecipò ai rituali di Seibal nel 745 e 747.
Seibal diventò di nuovo indipendente nel tardo ottavo secolo con la distruzione del regno di Dos Pilas. Ajaw B'ot diventò Re nel 771, rendendo Seibal una nuova capitale indipendente.

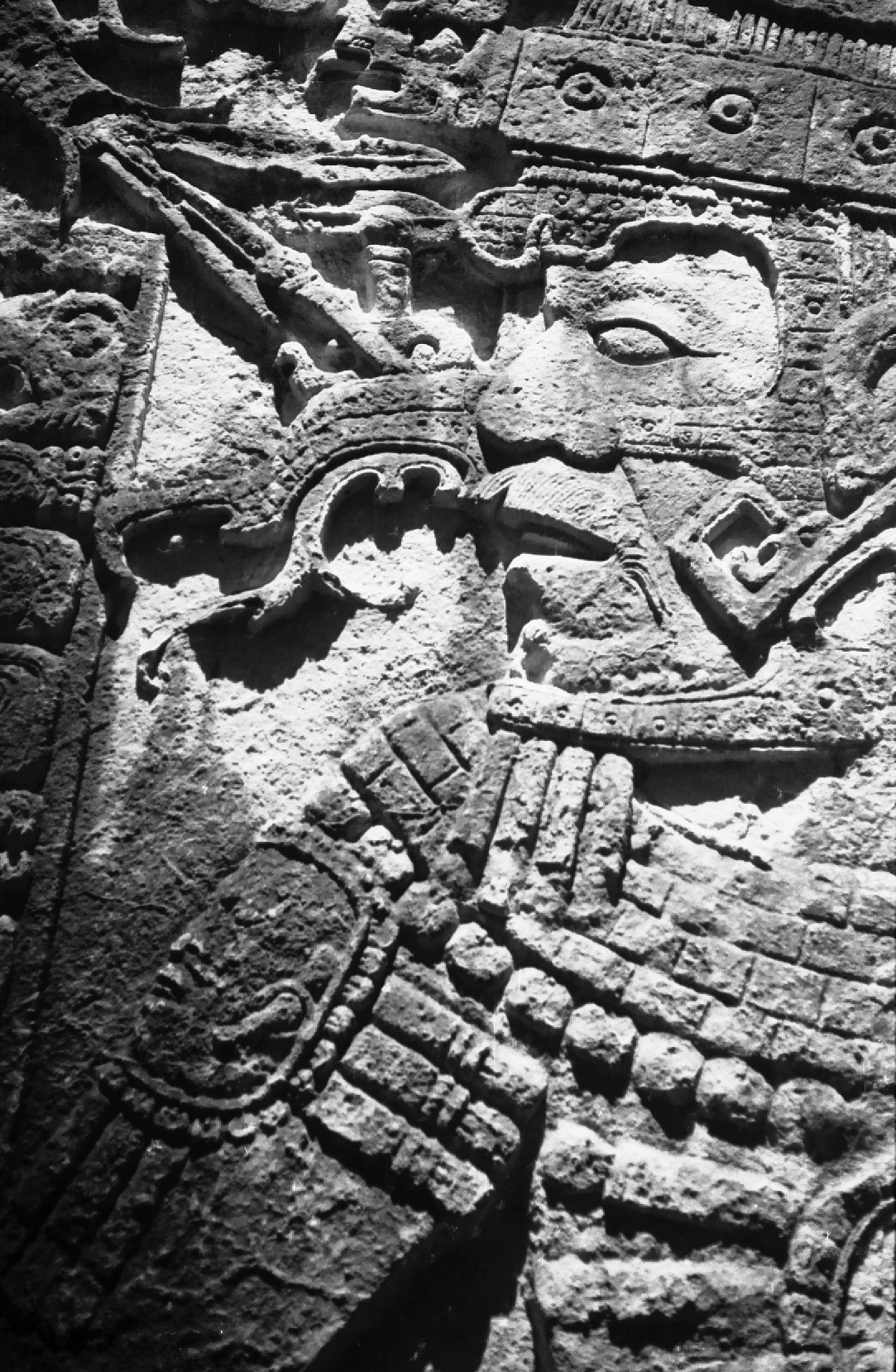
Dettaglio della Stela 11 a Seibal.

### Classico Terminale
Con la sua indipendenza, Seibal diventò un centro regionale importante situato presso la rotta commerciale del fiume Pasión. L'architettura e la ceramica di questo periodo provano che ci furono collegamenti con le culture della penisola dello Yucatán e della costa del golfo del Messico. Diciassette stele incise tra l'849 e l'889 mostrano una mistura di stili Maya e stranieri, tra cui la rappresentazione di un regnante, che indossa una maschera con un becco (il dio del vento Ehecatl delle popolazioni del Messico centrale), il quale ha un papiro che emerge dalla bocca. Alcune di queste stele sono stilisticamente simili ai muri dipinti di Cacaxtla, un sito presso Tlaxcala. Questo stile ibrido sembra indicare che i nuovi governatori Maya adottarono una nuova serie di simboli provenienti dalle terre basse e dalle zone del Messico centrale. Alcune delle stele usano dei glifi stranieri per i calendari. I cambiamenti a Seibal in questo periodo sono associati alla rotta commerciale controllata dai Chontal vicino al fiume Pasión. I Maya Chontal erano guerrieri e mercanti provenienti dalla costa del golfo.
I testi geroglifici di Seibal indicano che la città venne ricreata anche grazie all'alleanza formata dalle città di Caracol e Ucanal ad est, due siti che sopravvissero al declino dei Maya nel Classico. È possibile che stessero cercando di riaprire la vecchia rotta commerciale Pasión-Usumacinta e vennero attratti da Seibal a causa della posizione strategica vicino al fiume Pasión. La ricostruzione di Seibal avvenne nell'830 con la salita al potere di Wat'ul Chatel, come vassallo di Chan Ek' Hopet della città di Ucanal. Il nuovo Re creò una nuova struttura e diverse stele nell'849. Il suo ultimo monumento venne eretto nell'889, circa sessant'anni dopo la sua salita al potere. Questa stele è l'ultimo monumento creato a Seibal in quanto nel 900 la città venne completamente abbandonata e i commerci smisero di fiorire presso la rotta Pasión-Usumacinta. La maggior parte delle capitali Maya del periodo Classico erano già state abbandonate precedentemente.
Le stele create per ultime a Seibal mostrano come la qualità dei manufatti fosse calata nell'arco di 40 anni, dimostrando come il progresso avvenuto nel Classico Terminale fosse andato perduto e come gli scultori non riuscirono a creare monumenti e strutture della stessa qualità.

### Storia moderna
Le rovine di Seibal vennero probabilmente scoperte intorno al 1890 da dei boscaioli che lavoravano per la Hamett Mahogany Company. Federico Artes annunciò l'esistenza delle rovine nel 1892, dopo che venne mandato dal governo del Guatemala a cercare del materiale da mostrare all'esibizione del World's Columbian Exposition a Chicago. Prese alcuni stampi delle stele e vennero mostrati all'esposizione, portando quindi la recente scoperta all'attenzione degli archeologi. Due anni dopo, nel luglio 1895, il sito venne visitato da Teoberto Maler del Peabody Museum della Università Harvard. Il Peabody Museum pubblicò il lavoro di Maler nel 1908, tra cui fotografie del sito e delle stele.
Seibal venne in seguito visitato da Sylvanus Morley nel 1914 per conto del Carnegie Institution di Washington. Il dottor Barnum Brown visitò le rovine nel 1948, e alcuni membri della spedizione ad Altar de Sacrificios del Peabody Museum lo visitarono nel 1961, 1962 e 1963.

## Il sito
Il nucleo del sito è diviso in tre gruppi principali (Gruppi A, C e D) collegati da strade e copre poco più di 1 km². Il Gruppo D è un rifugio/fortezza nascosto sopra la facciata del fiume. Il Gruppo B è un piccolo complesso situato a 3 km dal nucleo del sito. Il Gruppo A è più piccolo del Gruppo D ma possiede la maggior parte dei monumenti scolpiti. Ci sono vari gruppi di monticelli che si trovano oltre il nucleo del sito. Sono distanziati di 50-100 metri l'uno dall'altro, e sono sparsi lungo la distanza di diversi chilometri a nord, sud e ovest.
A Seibal sono stati ristrutturate la piattaforma del tempio A-3 e la piattaforma circolare C-79. Entrambe vennero restaurate durante le visite del Peabody Museum negli anni 60.

### Architettura

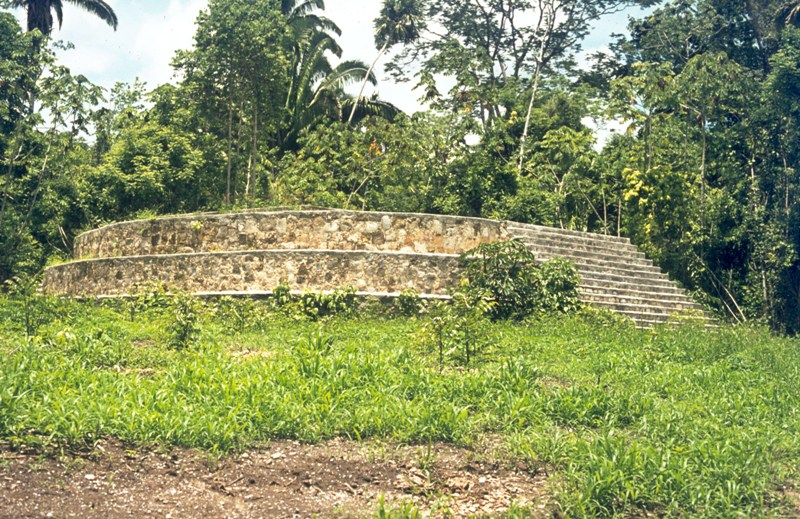
La struttura C-79, dall'aspetto circolare.

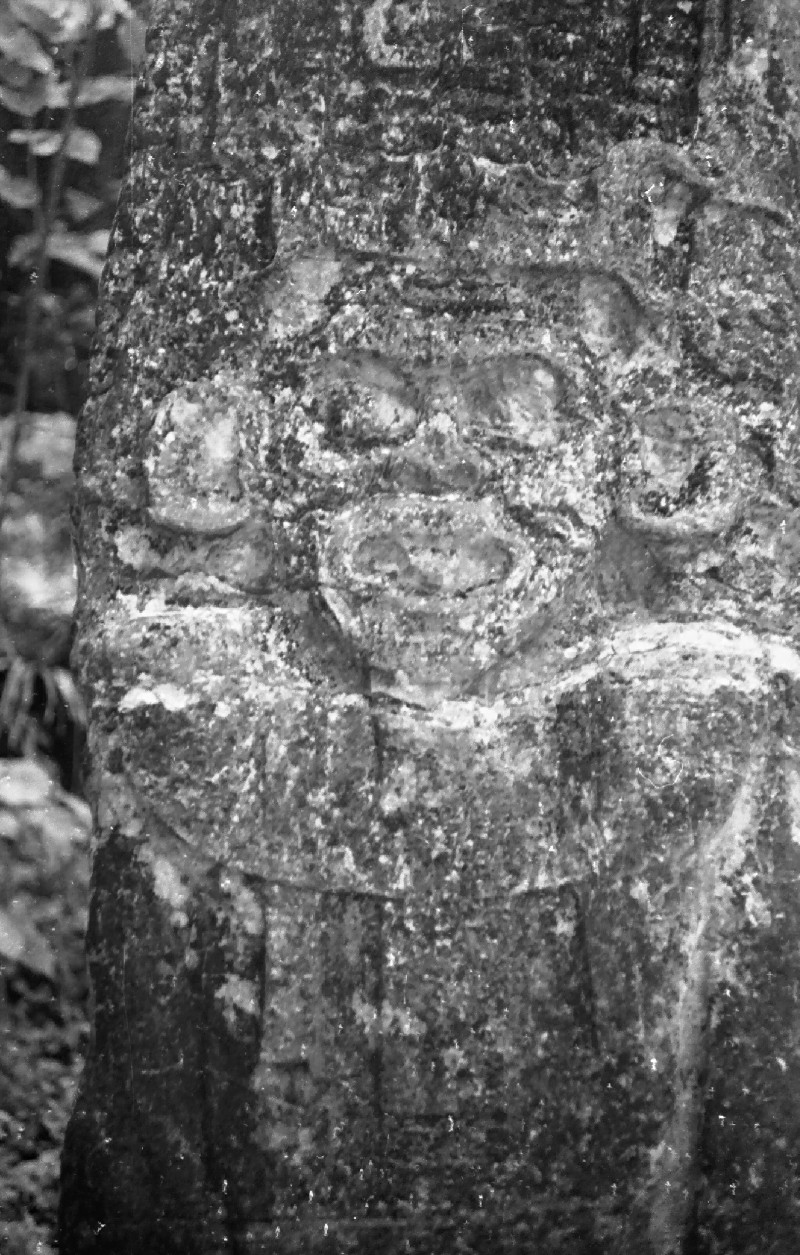
Stela 2 a Seibal.

Il Gruppo A si trova nel nucleo del sito. È incentrato nelle piazze a nord e a sud, e si trova al termine occidentale del sacbé I. Il Gruppo A ha più di 50 monticelli sistemati attorno a due piazze.
Il Gruppo C si trova sul sacbe II, che lo attraversa e finisce presso la struttura C-79. Il Gruppo C ha più di 40 monticelli.
Il Gruppo D è un gruppo compatto situato a est del sacbé III. Vi sono più di settanta strutture attorno a cinque piazze. Il Gruppo D aveva solo una stele, che era un monumento eretto di fronte a una piramide alta 20 metri.
La Struttura A-3 è una piattaforma-tempio situata al centro della piazza meridionale. Possiede una scalinata per ognuno dei quattro lati. Vi sono cinque stele associate a questa struttura, ognuna situata alla base di ogni scalinata, e la quinta all'interno della struttura sopra la piattaforma. Questa struttura e le stele associate vennero create nell'849 dal re Wat'ul Chatel. Nella struttura A-3 vi sono dei resti di un arco a mensola, l'unico rimasto a Seibal.
La Struttura A-10 è la struttura più alta del sito (28 metri).
La Struttura A-13 è una piramide radiale. Gli scavi hanno scoperto un sepolcro. Questo non è un luogo di sepoltura tradizionale della cultura Maya del Periodo Classico, ed è datata a circa il 930.
La Struttura A-14 contiene un sepolcro di una donna membro della casta nobile, chiamato Sepolcro 1.
La Struttura A-19 e Struttura C-9 sono cortili per il gioco della palla. Somigliano ai cortili presenti a Chichén Itzá. Entrambi i cortili sono allineati da est a ovest. Il cortile A-19 si trova sul lato occidentale della piazza nord.
C-79 è una piattaforma circolare a tre livelli costruita durante il periodo Classico Terminale sopra una struttura già esistente, datata al Tardo Preclassico. Le strutture circolari come questa hanno la propria origine nel Messico centrale, dove sono tipicamente costruite in onore del dio del vento Ehecatl. La struttura di Seibal era sormontata da una piattaforma rettangolare, mentre i templi di Ehecatl erano anche circolari. La struttura ha due scalinate, la più grande delle quali si trova sul lato occidentale, mentre la più piccola è sul lato orientale. Sui tre piedistalli davanti alla struttura si trova una statua che rappresenta un giaguaro. La struttura C-79 e l'altare sono datati intorno all'870.

### Monumenti
I monumenti a Seibal sono scolpiti in pietra calcarea, e sono rimasti ben conservati. Durante gli scavi avvenuti negli anni 60 sono state identificate 57 stele. Di queste, 22 erano scolpite mentre 35 erano piatte.
La Stela 1, nel lato nord della Piazza Sud vicino alla struttura A-3, ha una incisione che indica il nome "Coltello-Ala", che era conosciuto anche a Chichén Itzá. La stele è datata all'869.
La Stela 2 è datata intorno all'870 anche se non possiede testi geroglifici. Mostra una figura in maschera ed è l'unico monumento a Seibal che mostra un ritratto visto di fronte. Fu spezzata in sei o sette pezzi ed è stata restaurata.
La Stela 3 mostra una data di un calendario non pertinente a quelli tipici Maya; uno dei glifi è cipactli, una testa di coccodrillo usata per rappresentare il primo giorno del calendario del Messico centrale, composto da 260 giorni. Questa stele un tempo si trovava vicino alla Stela 3 ma è stata poi rimossa e portata in un museo a Città del Guatemala.
La Stela 4 è gravemente danneggiata, essendo stata rotta in pezzi da un albero caduto. Attualmente è sepolta sotto uno strato sottile di terreno.
La Stela 5 si trova a nord della Piazza Sud ed è danneggiata; ciò che rimane è la parte centrale che rappresenta un giocatore di palla ed è datata intorno al 780.
La Stela 6 è a nord della Stela 5, e ha una incisione di testi geroglifici. La stele è stata danneggiata in tempi antichi, e la parte superiore venne spezzata e posizionata su un altare vicino.
La Stela 7 si trova a nord delle stele 5 e 6. Si trova in un buono stato di conservazione e riporta l'immagine di un governatore vestito come un giocatore. Questo monumento venne probabilmente scolpito nel 780, anche se menziona l'ascesa al trono di un Re avvenuta nell'anno 771.
La Stela 8 è un monumento ben preservato che si trova sul lato meridionale della struttura A-3. I governatori rappresentati indossano degli artigli di giaguaro sulle loro mani e piedi.
La Stela 9 venne eretta sul lato occidentale della Struttura A-3. È danneggiata gravemente e manca di una sezione.
La Stela 10 si trova sul lato nord della Struttura A-3. Mostra il Re Wat'ul Chatel, con vestiti tipici del periodo Classico Terminale, anche se la faccia mostra dei baffi, caratteristica atipica nella cultura Maya. Il testo sulla stele mostra i glifi in stile di Tikal, Calakmul e Motul de San José.
La Stela 11 si trova sul lato orientale della Struttura A-3 e descrive la rifondazione di Seibal avvenuta nell'830 e la salita al potere del nuovo signore Wat'ul Chatel, vassallo di Chan Ek' Hopet della città di Ucanal. Un pannello sotto al ritratto del governatore rappresenta un prigioniero.
La Stela 13 si trova a ovest della Piazza Sud. Risale all'870.
La Stela 14 risale all'870 circa e si trova presso l'incontro di due sacbé, ed è ben conservata. Lo stile rappresentato è simile a quello visto a Chichén Itzá.
La Stela 18 fu una delle ultime stele a essere erette a Seibal, e si trova a circa 20 metri di distanza dal gruppo di monumenti formato dalle stele 5, 6 e 7.
La Stela 19 è un esempio di come l'influenza stilistica straniera fu prevalente durante il Tardo Classico. La stele mostra un Signore che indossa una maschera rappresentante il dio del vento Ehecatl.
La Stela 20 si trova a ovest della Piazza Sud. Fu uno degli ultimi monumenti costruiti a Seibal, datato intorno all'889.
La Stela 21 si trova all'interno della camera sopra la struttura A-3. Questa stele venne danneggiata quando la camera sospesa su dei piloni crollò su di essa, e in seguito venne erosa con il passare del tempo. Il monumento è stato restaurato e mostra il signore di Seibal che porta uno scettro.